# Concologia

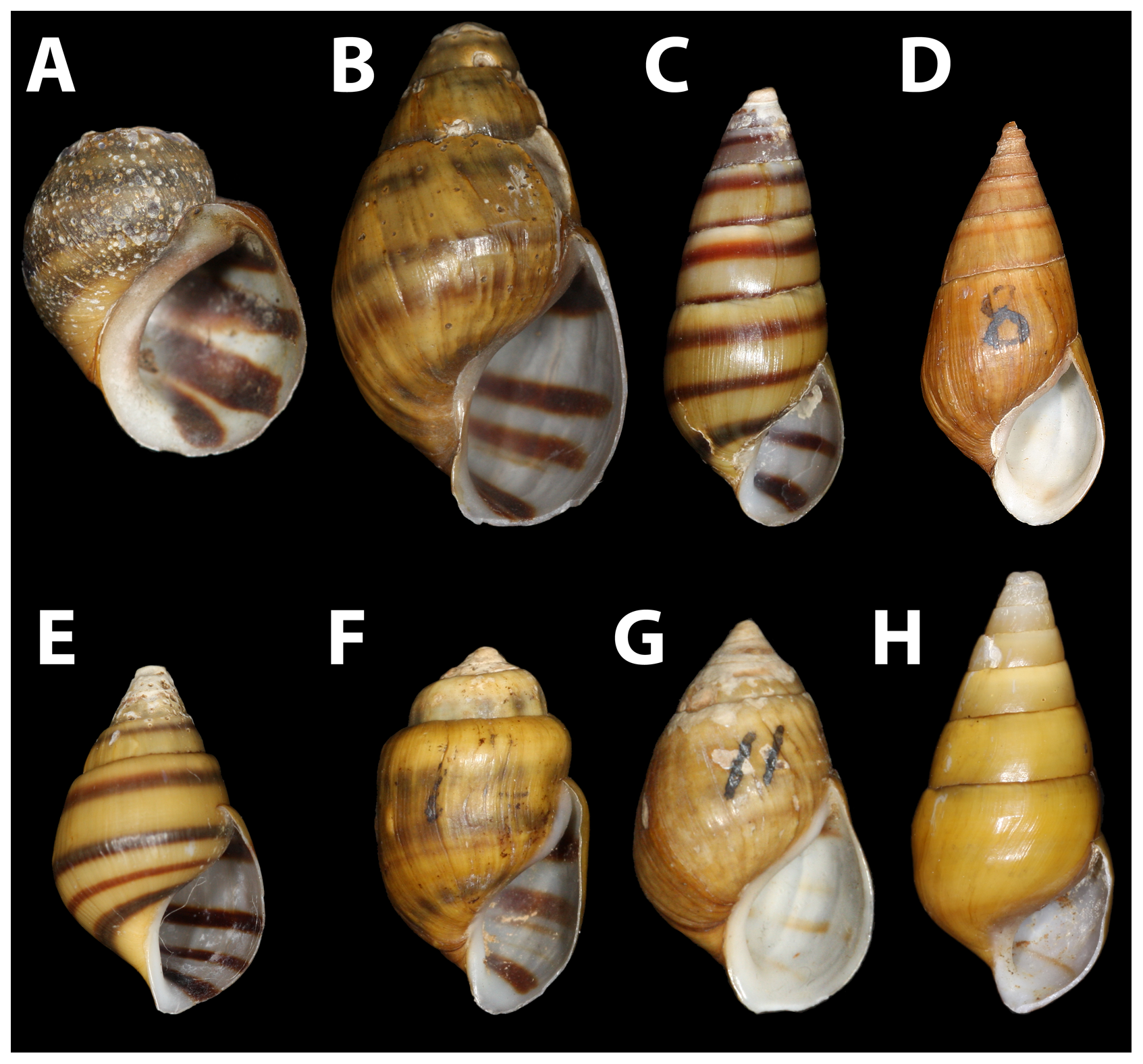
Conchiglie della famiglia Pleuroceridae.

La concologia è lo studio delle conchiglie dei molluschi. Può essere considerata una branca della malacologia che si occupa più in generale dei molluschi.

## Informazioni generali
Sebbene il termine concologia si riferisca etimologicamente solo ai bivalvi, nella pratica si intende lo studio di tutti i gruppi di molluschi con conchiglia. In molti casi, la concologia comprende anche lo studio dei molluschi stessi (soprattutto gasteropodi, bivalvi, chitoni e scafopodi). Anche le parti della conchiglia (ad esempio l'opercolo) sono oggetto della concologia. Oltre ai gruppi citati, rientrano in questa categoria anche i cefalopodi, che (con l'eccezione dei Nautilidae) non hanno conchiglie esterne, perché nel corso dell'evoluzione si sono trasformate in conchiglie interne, utilizzate tra l'altro per il galleggiamento. Altri gruppi, come i nudibranchi, hanno perso completamente lo scheletro della conchiglia, sia internamente che esternamente, oppure è stato sostituito da una struttura cartilaginea: anch'essi sono spesso considerati oggetto di ricerca della concologia.

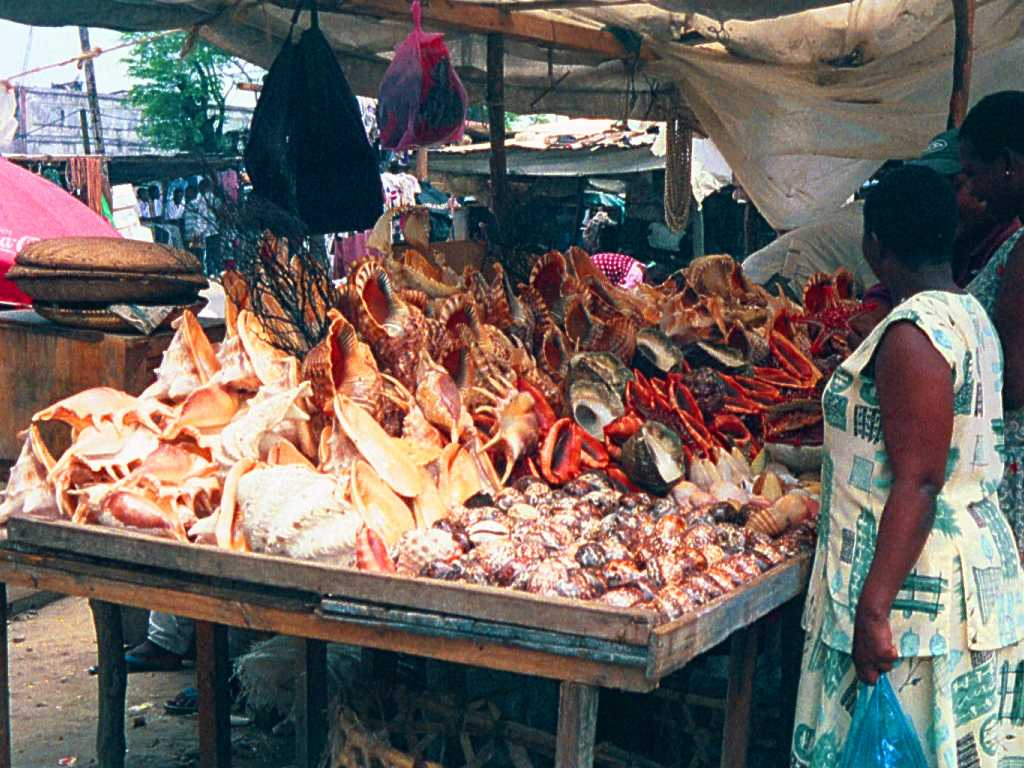
Dar es Salaam, Tanzania: un commerciante di conchiglie al mercato.

Nella maggior parte dei casi, l'interesse per questo settore specialistico inizia piuttosto casualmente con la raccolta di conchiglie di bivavlvi, a causa dell'estetica riconoscibile e dell'estrema varietà di forme, colori e forme delle conchiglie.